# Partenogamia
Partenogamia – jeden ze sposobów rozmnażania płciowego. Występuje u niektórych glonów i grzybów, u których nie istnieje zróżnicowanie na gametangia męskie i żeńskie. Zapłodnienie zachodzi w tym przypadku między dwoma sąsiednimi, haploidalnymi komórkami + i – w tym samym gametangium.
Partenogamia występuje np. u niektórych gatunków glonów z rodzaju uwikło (Oedogonium).